# Ligeromeryx praestans
Il ligeromerice (Ligeromeryx praestans) è un mammifero artiodattilo estinto, appartenente ai cervidi. Visse nel Miocene inferiore – medio (circa 19 – 16 milioni di anni fa) e i suoi resti fossili sono stati ritrovati in Francia.

## Descrizione
Questo animale doveva assomigliare a un cervo di dimensioni ridotte (ad esempio l'attuale muntjac), e possedeva corna piccole e primitive. Le corna, non più alte di 15 centimetri, erano dotate di peduncoli diretti verso l'alto e all'infuori, e che si piegavano in avanti. Le parti terminali (note come “protoantlers”, ovvero “proto-palchi”) erano piuttosto grandi in relazione ai peduncoli; queste corna si dividevano in tre ramificazioni, due delle quali vicine l'una all'altra. Alcuni esemplari erano dotati di tubercoli e piccole ramificazioni che potevano cambiare l'aspetto generale dei palchi. Rispetto alle corna di altre forme simili come Lagomeryx e Stephanocemas, quelle di Ligeromeryx non erano palmate. Ligeromeryx, inoltre, era più grande di Lagomeryx.

## Classificazione
Ligeromeryx fa parte di una radiazione evolutiva di piccoli ruminanti posti alla base del gruppo dei cervi, noti come lagomericini, dotati di piccole corna a bastoncino terminanti in pochi spuntoni. Ligeromeryx venne descritto inizialmente da Stehlin nel 1937, che lo attribuì a una nuova specie del genere Lagomeryx (L. praestans). Solo successivamente, nel 1997, venne istituito il nuovo genere Ligeromeryx (ovvero “ruminante della Loira”, nei pressi della quale sono stati scoperti i fossili).